# Persipasi Bandung Raya
Il Persipasi è una squadra di calcio che gioca nel campionato indonesiano. È nata il 12 aprile 2015 come fusione tra il Persipasi Bekasi ed il Pelita Bandung Raya (internazionalmente noto come Pelita Jaya).
Nelle sue file hanno militato il campione del mondo argentino Mario Kempes, e il nazionale camerunese Roger Milla, disputando entrambi la propria ultima stagione da calciatori nel 1996.

## Storia
Questa compagine indonesiana negli ultimi anni ha avuto una rinascita che l'ha portata a vincere quattro edizioni consecutive del campionato indonesiano, garantendosi così l'accesso alla Coppa d'Asia, equivalente alla UEFA Champions League. Il giocatore indonesiano più celebre degli ultimi anni è stato Aissalam Dighiz, bandiera e stella della nazionale.

## Rosa 2016-2017
| N. |                      | Ruolo | Calciatore        |
| -- | -------------------- | ----- | ----------------- |
| 1  | Indonesia (bandiera) | P     | Angga Saputra     |
| 2  | Indonesia (bandiera) | D     | Guntur Ariyadi    |
| 3  | Indonesia (bandiera) | D     | Eriyanto          |
| 4  | Indonesia (bandiera) | C     | Asep Berlian      |
| 5  | Indonesia (bandiera) | D     | Munhar            |
| 6  | Indonesia (bandiera) | D     | Rendika Rama      |
| 7  | Indonesia (bandiera) | A     | Engelbert Sani    |
| 8  | Indonesia (bandiera) | A     | Bayu Gatra        |
| 9  | Indonesia (bandiera) | A     | Greg Nwokolo      |
| 10 | Indonesia (bandiera) | C     | Slamet Nurcahyono |
| 12 | Indonesia (bandiera) | C     | Rifad Marasabessy |
| 13 | Australia (bandiera) | C     | Dane Milovanović  |
| 14 | Indonesia (bandiera) | D     | Rendy Siregar     |

| N. |                      | Ruolo | Calciatore           |
| -- | -------------------- | ----- | -------------------- |
| 15 | Brasile (bandiera)   | D     | Fabiano Beltrame     |
| 16 | Indonesia (bandiera) | C     | Rizky Dwi Febriyanto |
| 17 | Indonesia (bandiera) | A     | Elthon Maran         |
| 18 | Marocco (bandiera)   | C     | Redouane Zerzouri    |
| 19 | Indonesia (bandiera) | A     | Guy Junior           |
| 21 | Indonesia (bandiera) | A     | Fredy Isir           |
| 22 | Indonesia (bandiera) | C     | Fandi Eko Utomo      |
| 24 | Nigeria (bandiera)   | A     | Peter Odemwingie     |
| 26 | Indonesia (bandiera) | D     | Fachrudin Aryanto    |
| 33 | Indonesia (bandiera) | P     | Joko Ribowo          |
| 77 | Indonesia (bandiera) | P     | Hery Prasetyo        |
|    | Indonesia (bandiera) | C     | Tanjung Sugiarto     |

## Rosa 2011-2012
| N. |                               | Ruolo | Calciatore             |
| -- | ----------------------------- | ----- | ---------------------- |
| 1  | Serbia (bandiera)             | P     | Saša Radivojević       |
| 2  | Indonesia (bandiera)          | D     | Gilang Ginarsa         |
| 4  | Bulgaria (bandiera)           | D     | Stanislav Žekov        |
| 5  | Indonesia (bandiera)          | D     | Edi Hafid Murtado      |
| 7  | Indonesia (bandiera)          | A     | Greg Nwokolo           |
| 8  | Indonesia (bandiera)          | C     | Egi Melgiansyah        |
| 9  | Macedonia del Nord (bandiera) | A     | Aleksandar Bajevski    |
| 10 | Malaysia (bandiera)           | A     | Mohd Safee Mohd Sali   |
| 11 | Indonesia (bandiera)          | C     | Dedi Kusnandar         |
| 12 | Indonesia (bandiera)          | P     | Shahar Ginanjar        |
| 13 | Indonesia (bandiera)          | D     | Tri Ahmad Priadi       |
| 14 | Indonesia (bandiera)          | D     | Ruben Karel Sanadi     |
| 16 | Indonesia (bandiera)          | C     | Maqdis Shalim Alfarizi |

| N. |                      | Ruolo | Calciatore            |
| -- | -------------------- | ----- | --------------------- |
| 17 | Indonesia (bandiera) | C     | Joko Sasongko         |
| 18 | Indonesia (bandiera) | C     | Engelbert Sani        |
| 19 | Indonesia (bandiera) | D     | Ipan Priyanto         |
| 20 | Indonesia (bandiera) | A     | Feriansyah Mas'ud     |
| 22 | Indonesia (bandiera) | C     | Andesi Setyo Prabowo  |
| 23 | Indonesia (bandiera) | C     | Riyandi Ramadhana     |
| 27 | Indonesia (bandiera) | D     | Firdaus Ramadhan      |
| 29 | Indonesia (bandiera) | A     | Jhonny van Beukering  |
| 32 | Indonesia (bandiera) | D     | Victor Igbonefo       |
| 45 | Indonesia (bandiera) | D     | Erik Setiawan         |
| 77 | Liberia (bandiera)   | C     | John Tarkpor Sonkaley |

## Rosa 2008
| N. |                      | Ruolo | Calciatore                |
| -- | -------------------- | ----- | ------------------------- |
| 1  | Indonesia (bandiera) | P     | Dian Agus Prasetya        |
| 2  | Indonesia (bandiera) | D     | Supardi                   |
| 3  | Indonesia (bandiera) | D     | Erol Fx Iba               |
| 4  | Indonesia (bandiera) | C     | Jusmadi                   |
| 6  | Brasile (bandiera)   | D     | Leandro Camilo de Almeida |
| 8  | Brasile (bandiera)   | C     | Tiago Roberto Stragliotto |
| 9  | Brasile (bandiera)   | A     | Cristiano Lopes Figeiredo |
| 10 | Indonesia (bandiera) | A     | Rudi Widodo               |
| 12 | Indonesia (bandiera) | D     | Teuku Helza Rahmad        |
| 15 | Indonesia (bandiera) | C     | Firman Utina              |
| 16 | Indonesia (bandiera) | C     | Khusnul Yaqien            |
| 17 | Indonesia (bandiera) | A     | Jajang Mulyana            |

| N. |                      | Ruolo | Calciatore                |
| -- | -------------------- | ----- | ------------------------- |
| 18 | Indonesia (bandiera) | A     | Riski Novriansyah         |
| 19 | Indonesia (bandiera) | C     | Yohan Ibo                 |
| 20 | Indonesia (bandiera) | A     | Gherry Setya Adhi Nugraha |
| 21 | Indonesia (bandiera) | P     | I Made Wardhana           |
| 22 | Indonesia (bandiera) | C     | Ardan Aras                |
| 23 | Indonesia (bandiera) | D     | M Ridwan                  |
| 24 | Indonesia (bandiera) | D     | Basri Badussalam          |
| 25 | Indonesia (bandiera) | -     | Djalaludin Main           |
| 27 | Indonesia (bandiera) | D     | Firli Apriansyah          |
| 28 | Indonesia (bandiera) | C     | Egi Melgiansyah           |
| 30 | Indonesia (bandiera) | P     | Fauzi                     |

## Palmarès

### Altri piazzamenti
- AFC Champions League:

Terzo posto: 1990-1991